# Tower of Heaven
Tower of Heaven (天国の塔Tengoku no Tou, en español Torre del Cielo) es un videojuego 2D de acción de plataformas desarrollado por el estudio Askiisoft. El juego fue desarrollado en GameMaker, y fue lanzado para Windows en el año 2009, con una versión Flash lanzada en el 2010.
El juego fue aclamado por la crítica, y se destacó por su corta duración y dificultad.

## Jugabilidad
En la Torre del Cielo, el jugador controla Eid, un protagonista silencioso con una cabeza grande, como de cebolla, que escala la Torre del Cielo, un misterioso monolito que promete gloria a aquellos que lo escalan. Durante el viaje, una voz que se supone que es Dios habla con Eid, enojándose más cuanto más sube. Le da a Eid el Libro de las Leyes. La voz impone más y más leyes, y el jugador muere instantáneamente si alguna de ellas se rompe.
El juego también incluye un modo contrarreloj, en el que se tiene tiempo, y un modo de editor de escenario, donde se puede crear y jugar con etapas propias.

## Desarrollo
La banda sonora de Tower of Heaven, fue compuesta por FlashyGoodness, y el estilo gráfico están fuertemente influenciados por el Game Boy, que fue llamado «astuto y deliberadamente engañoso» para ocultar la dificultad «brutal». El juego carece de un sistema de vidas, y en su lugar usa un temporizador en cada piso para alentar a los jugadores a continuar.
Se ha dicho que el juego «expone» la «arbitrariedad» del diseño de juegos de plataforma desde hace mucho tiempo al dar al diseño de la Torre una fuente en el universo y finalmente revelar su diseño como artificial y en la necesidad de destrucción.
El lanzamiento del juego se celebró con un concurso contrarreloj celebrado por los desarrolladores en los foros de TIGSource.

## Recepción
La Torre del Cielo recibió una recepción positiva por parte de los críticos. Michael Rose, de Indiegames.com, calificó el juego como un «maravilloso juego de plataformas» a pesar de su dificultad. Joseph Leray de Destructoid llamó a la banda sonora del juego «absolutamente asesina». Fraser McMillan de Gamasutra calificó el juego como «casi más liberador» que los juegos AAA de mundo abierto, debido a que hace que renuncie al juego y que la búsqueda del jugador sea una opción perfectamente válida.
Tower of Heaven recibió un tributo en la forma de un escenario jugable en el juego de lucha de 2017 Rivales del Aether. El escenario incluyó arte similar a Tower of Heaven, junto con música y referencias del juego.